# Ahmet Hacıosman
Ahmet Hacıosman (griechisch Αχμέτ Χατζή Οσμάν Achmét Chatzí Osmán, * 1. Januar 1958 in Komotini) ist ein griechischer Landwirt sowie Politiker der sozialdemokratischen Partei PASOK.
Er entstammt der türkischen Minderheit in Westthrakien. Er besuchte das Theologische Hochinstitut der heutigen Marmara-Universität in der Türkei. Von 1985 bis 1990 war er der Chefredakteur von Haká davét, 1986 wurde er in die Gemeindevertretung von Komotini gewählt. Von 1991 bis 2001 war er der Schulratspräsident an einer Minderheitenschule.
Von 1999 bis 2007 war er Vorsitzender der Minderheitenpartei Kómma Isótitas, Irínis ke Filías und von 2002 bis 2007 Vizepräfekt der Präfektur Rodopi. Bei der Parlamentswahl 2007 wurde er als Mitglied der PASOK für den Wahlkreis Rodopi in das griechische Parlament gewählt, und bei den Wahlen 2009, im Mai 2012 und im Juni 2012 wiedergewählt.
Er ist verheiratet mit Fantile Ali Oglou und hat einen Sohn sowie eine Tochter.